# 二重君主观
二重君主观是钱穆在《国史大纲》第十二章所提及的一种从东汉到隋朝之前郡吏视太守为君，自己为臣，称州、郡为“本朝”的社会观念。属吏除了把皇帝认为是君，征辟自己的长官也认为是自己的君。钱穆认为：“因郡吏由太守自辟，故郡吏对太守，其名分亦自为君臣。”由于汉朝太守可以自己任命郡吏，所以从东汉时期开始二重君主观十分流行。史籍中多次出现“君臣”一类的字眼描述太守和郡吏之间关系。
北周皇帝宇文邕对这现象十分反感，曾说过“且近代以来，又有一弊，暂经隶属，便即礼若君臣。此乃乱代之权宜，非经国之治术。”
这一观念直到隋朝中央可以直接任命基层官员而逐渐淡化。